# Јасеница (река)
Јасеница је река у истоименој области у Србији. Она је најдужа притока Велике Мораве. Извире на североисточној падини планине Рудник (приближан положај извора је 44° 08′ 13.64″ N 20° 31′ 21.49″ E / 44.1371222° С; 20.5226361° И), на месту званом Теферич (раније се писало и Тефериџ) које је у турско доба било излетиште Рудничана.
Од извора тече ка северозападу, где у њу код насеља Рудник утиче Златарица, а одатле тече североисточно. Након ушћа Јарменовачке реке у њу у селу Јарменовци, мења правац и тече ка истоку.
Код Страгара се у њу улива друга рудничка река, Сребреница.
Улива се у Велику Мораву 1,5 km источно од села Великог Орашја на надморској висини од 87 метара.
Дужина тока је 84,7 km, а слив јој захвата 1356 km² централне Шумадије. Са просечним протицајем од око 4,7 m³/s, Јасеница је водом најбогатија река у Шумадији. Најзначајнија лева притока је Кубршница. Главно место области Јасеница је Смедеревска Паланка.